# Robert Węgrzyn
Robert Węgrzyn (* 15. September 1968 in Kędzierzyn) ist ein polnischer Politiker.

## Leben
1987 wurde Węgrzyn Vorarbeiter im Werk ZZGT Polgaz Gliwice in Gliwice. Anfang der 1980er Jahre wurde er dort stellvertretender Vorsitzender der Solidarność-Gruppe. 1991 verließ er Polen, um in Schweden zu arbeiten. Er arbeitete auf dem Bau in Göteborg und Borås und errichtete Einfamilienhäuser. 1994 zog er zurück in seine Heimatstadt, da sein Sohn geboren wurde. Er begann seine Tätigkeit als Selbständiger, musste sie aber 1997 wieder aufgeben. 1998 wurde Robert Węgrzyn Mitarbeiter eines deutschen Baukonzerns und dort später zum Direktor der Handelsabteilung befördert. 2003 nahm er eine Stelle als Handelsdirektor eines lettisch-polnischen Unternehmens in Warschau an.
Im Jahr 2006 bewarb er sich als Kandidat der liberal-konservativen Platforma Obywatelska um den Posten des Stadtpräsidenten von Kędzierzyn-Koźle, unterlag aber im zweiten Wahlgang gegen den Sozialdemokraten Wiesław Fąfara. Bei den vorgezogenen Parlamentswahlen 2007 konnte er mit 10.132 Stimmen im Wahlkreis 21 in Opole ein Mandat für den Sejm erringen.
Aufgrund homophober Äußerungen wurde Węgrzyn im März 2011 aus der Bürgerplattform ausgeschlossen und verließ anschließend auch die Fraktion der Partei im Sejm.
Robert Węgrzyn ist verheiratet und hat zwei Kinder.